# Chucallis bambusicola
Chucallis bambusicola är en insektsart som först beskrevs av Takahashi, R. 1921.  Chucallis bambusicola ingår i släktet Chucallis och familjen långrörsbladlöss. Inga underarter finns listade i Catalogue of Life.